# Classe Leone
La classe Leone di cacciatorpediniere della Regia Marina venne impostata tra il 1921 e il 1922 presso i Cantieri Ansaldo di Sestri Ponente, come appartenente alla tipologia "esploratore leggero". Era composta inizialmente da 5 unità: Leone, Tigre, Pantera, Leopardo e Lince, ma le ultime due non furono mai completate.
Nel 1938 le unità vennero riclassificate cacciatorpediniere.

## Caratteristiche generali
Rielaborazione della precedente classe Mirabello, la classe Leone rappresentava la sintesi delle esperienze accumulate con le serie precedenti: effettivamente si trattava di navi ben equilibrate, veloci e con buona potenza di fuoco. Tuttavia esse rappresentavano comunque una tipologia di nave obsoleta, in quanto l'arma aerea aveva ormai soppiantato (almeno in teoria) gli esploratori nei compiti di ricognizione.
Le forme esterne ricordavano i "Mirabello" con una sovrastruttura non molto pronunciata, un castello di prora abbastanza alto e allungato e due fumaioli. L'armamamento principale comprendeva 8 cannoni da 120/45 mm in 4 impianti binati Mod. 1918/1919 protetti da scudo posti lungo l'asse di simmetria principale della nave, uno sul castello di prora, il secondo tra i due fumaioli, il terzo a centro nave tra i due impianti siluri e l'ultimo a poppa. Per la loro disposizione tutti e quattro gli impianti potevano fare fuoco su entrambi i lati con campi di tiro sufficientemente ampi. L'armamento antiaereo all'origine era costituito da due cannoni antiaerei da 76/40 Mod. 1916 R.M. posti ai lati del secondo fumaiolo. Questi pezzi furono sbarcati nel 1936 per far posto all'impianto di condizionamento d'aria in vista dell'impiego in Mar Rosso. A completamento dell'armamento a.a. vi erano due mitragliatrici Colt da 6,5 mm posizionabili a piacere secondo necessità. Successivamente la dotazione a.a. fu potenziata con due mitragliere Vickers-Armstrong QF 2 lb da 40 mm nel 1931 e due impianti binati Breda Mod. 31 da 13,2 mm nel 1938.
I due impianti lanciasiluri trinati da 450 mm, posti a centro nave sull'asse principale di simmetria, furono sostituiti nel 1930 con due impianti binati da 533 mm. Per la caccia antisommergibili erano disponibili bombe torpedini da getto e due torpedini da rimorchio, mentre le dotazioni difensive erano limitate a due paramine tipo C per il dragaggio protettivo e agli impianti fumogeni e nebbiogeni.

## Operatività
Nonostante le loro buone qualità queste navi non trovarono facilmente un impiego idoneo. Riunite inizialmente nel 1925 a costituire il Gruppo Autonomo Esploratori Leggeri furono poi assegnate, sempre in gruppo, a varie Divisioni siluranti nell'ambito della Squadra Navale. Svolsero diverse crociere di rappresentanza in Nord Europa e nel Mediterraneo finché nel 1935 furono assegnate alla Divisione Navale dell'Africa Orientale, con base a Massaua, nell'ambito della guerra italo-etiopica. In questa sede rimasero, salvo brevi rientri in patria, fino allo scoppio della seconda guerra mondiale. Nel 1938 vennero riclassificati cacciatorpediniere e costituirono la V Squadriglia Cacciatorpediniere.
La loro attività bellica nell'ambito delle operazioni navali in Africa Orientale Italiana fu però piuttosto ridotta, riassumendosi in una decina di missioni di scarsa rilevanza bellica, della durata complessiva di circa 150 ore.
Al cadere delle forze dell'Asse in Africa Orientale, le tre unità vennero autoaffondate ai primi di aprile del 1941.

## Unità
- Leone - Costruito nel cantiere Ansaldo di Genova entrò in servizio l'11 luglio 1924, venne autoaffondata il 1º aprile 1941 in seguito a gravissimi danni allo scafo per un urto contro scogli sommersi.
- Tigre - Costruito nel cantiere Ansaldo di Genova entrò in servizio il 10 ottobre 1924, venne autoaffondato il 3 aprile 1941 per evitare la cattura.
- Pantera - Costruito nel cantiere Ansaldo di Genova entrò in servizio il 28 ottobre 1924, venne autoaffondato il 3 aprile 1941 per evitare la cattura.